# Balanç de radiació de la Terra
El balanç de radiació de la Terra és l'equació de la radiació tèrmica d'entrada i sortida.
La radiació solar entrant és d'ona curta, per tant l'equació de sota es diu balanç de radiació d'ona curta Qs:
Qs = G - R = D + H - R o en funció de l'albedo (reflexió posterior en l'espai): = G (1 - a)
- G = radiació global
- D = radiació directa
- H = radiació difusa
- R = part reflectida de la radiació global (ca. 4%)
- a = albedo

La superfície de la Terra i l'atmosfera emeten radiació de calor en l'espectre infraroig, anomenada radiació d'ona llarga. Hi ha un poc de superposició entre l'espectre de radiació d'ona llarga i l'espectre de la radiació solar. La següent equació expressa l'equilibri de la radiació d'ona llarga Ql:
Ql = AE = AO - AG
- AE = radiació efectiva
- AO = radiació de la superfície de la Terra
- AG = radiació atrapada (radiació que força, també coneguda com l'anomenat efecte hivernacle)

Les dues equacions de radiació entrant i sortint es poden combinar per mostrar el resultat de la suma neta total d'energia de la radiació, el balanç total de la radiació Qt:
Qt = Qs - Ql = G - R - AE

## Sensibilitat al clima
Un canvi en la part radiada del incident del pressupost energètic es coneix com a radiació forçosa.
La sensibilitat climàtica és el canvi estacionari de la temperatura d'equilibri com a conseqüència de canvis en el pressupost energètic.

### Forçaments climàtics i escalfament global

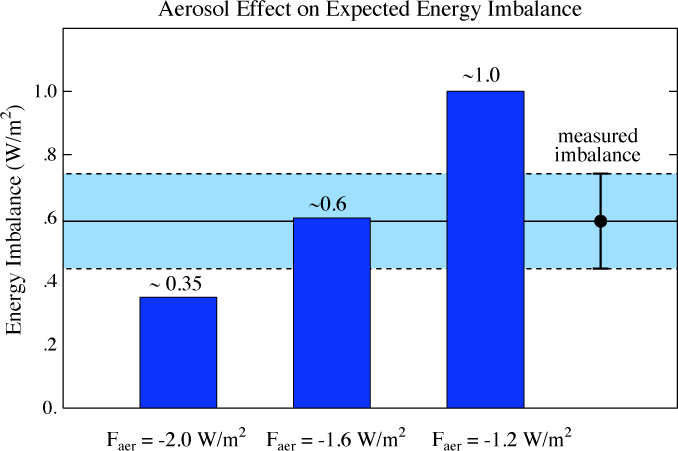
Desequilibri energètic terrestre previst per tres opcions de forçament del clima en aerosols. El desequilibri mesurat, prop de 0,6 W / m², implica que la forçada en aerosol és prop de -1,6 W / m². (Crèdit: NASA / GISS)

Els forçaments climàtics són canvis que provoquen la pujada o la baixada de les temperatures, alterant el balanç energètic. Els forcaments de clima natural inclouen canvis en la brillantor del Sol, cicles de Milanković (petites variacions en la forma de l'òrbita terrestre i el seu eix de rotació que es produeixen durant milers d'anys) i erupcions volcàniques que injecten partícules reflectores de la llum tan alt com l'estratosfera. Els forjats artesanals inclouen la contaminació de partícules (aerosols) que absorbeixen i reflecteixen la insolació que entra; la desforestació, que canvia la forma com la superfície reflecteix i absorbeix la llum solar; i la concentració creixent de diòxid de carboni atmosfèric i altres gasos d'efecte hivernacle, la qual cosa disminueix la velocitat a la qual es radia la calor a l'espai.
Un forçament pot desencadenar realimentacions que intensifiquen (retroalimentació positiva) o debiliten (retroalimentació negativa) el forçament original. Per exemple, la pèrdua de gel als pols, que els fa menys reflexius, provoca una major absorció d'energia i, per tant, augmenta la velocitat en què el gel es fon, és un exemple de retroalimentació positiva.
El desequilibri energètic planetari observat durant els recents mínims solars demostra que l'obligació solar del clima, tot i que natural i significativa, es veu desbordada pel forçament del clima antropogènic.
El 2012, científics de la NASA van informar que per aturar l'escalfament global, el contingut de CO₂ atmosfèric s'hauria de reduir a 350 ppm o menys, suposant que s'haguessin solucionat la resta de forcaments climàtics. No s'ha quantificat l'impacte dels aerosols antropogènics, però es creu que els tipus d'aerosols individuals tenen efectes substancials de calefacció i refrigeració.